# 利伯蒂鎮區 (堪薩斯州里帕布利克縣)
利伯蒂鎮區（英語：Liberty Township）為美國堪薩斯州里帕布利克縣轄下的鎮區。2010年美国人口普查中此鎮區人口有45人。

## 歷史
利伯蒂鎮區設立於1871年。

## 地理
利伯蒂鎮區涵蓋總面積為94平方（36.2平方英里），其中陸地面積為93.6平方（36.13平方英里），水域面積為0.18平方（0.07平方英里）或0.19%。海拔高度499（1,637英尺）。

## 人口統計
根據2010年美國人口普查，利伯蒂鎮區人口有45人，其中男性有27人，女性有18人，人口密度為每平方公里0.48人，住房計20戶。鎮區內的白人有45人，非裔美國人有0人，美洲原住民有0人，亞裔美國人有0人，太平洋島裔美國人有0人，其他種族有0人，混血種族則有0人。此外鎮區內有0人為西班牙裔或拉丁裔美國人。此鎮區之年齡中位數為54.5歲，而男性年齡中位數為52.5歲，女性年齡中位數為56.5歲。

## 交通

### 主要公路
- 81號美國國道